# Greenfield (Nou Hampshire)
Greenfield és una població dels Estats Units a l'estat de Nou Hampshire. Segons el cens del 2000 tenia 1.657 habitants.

## Demografia
Segons el cens del 2000, Greenfield tenia 1.657 habitants, 563 habitatges, i 405 famílies. La densitat de població era de 25,1 habitants per km².
Dels 563 habitatges en un 38,9% hi vivien nens de menys de 18 anys, en un 60% hi vivien parelles casades, en un 8% dones solteres, i en un 27,9% no eren unitats familiars. En el 19,5% dels habitatges hi vivien persones soles el 4,3% de les quals corresponia a persones de 65 anys o més que vivien soles. El nombre mitjà de persones vivint en cada habitatge era de 2,69 i el nombre mitjà de persones que vivien en cada família era de 3,12.
Per edats la població es repartia de la següent manera: un 30,8% tenia menys de 18 anys, un 7,3% entre 18 i 24, un 32,1% entre 25 i 44, un 22,8% de 45 a 60 i un 7,1% 65 anys o més.
L'edat mediana era de 34 anys. Per cada 100 dones de 18 o més anys hi havia 105,9 homes.
La renda mediana per habitatge era de 48.833$ i la renda mediana per família de 56.250$. Els homes tenien una renda mediana de 36.250$ mentre que les dones 24.438$. La renda per capita de la població era de 19.895$. Entorn del 2,4% de les famílies i el 5,4% de la població estaven per davall del llindar de pobresa.